# Überland-Nachtbus

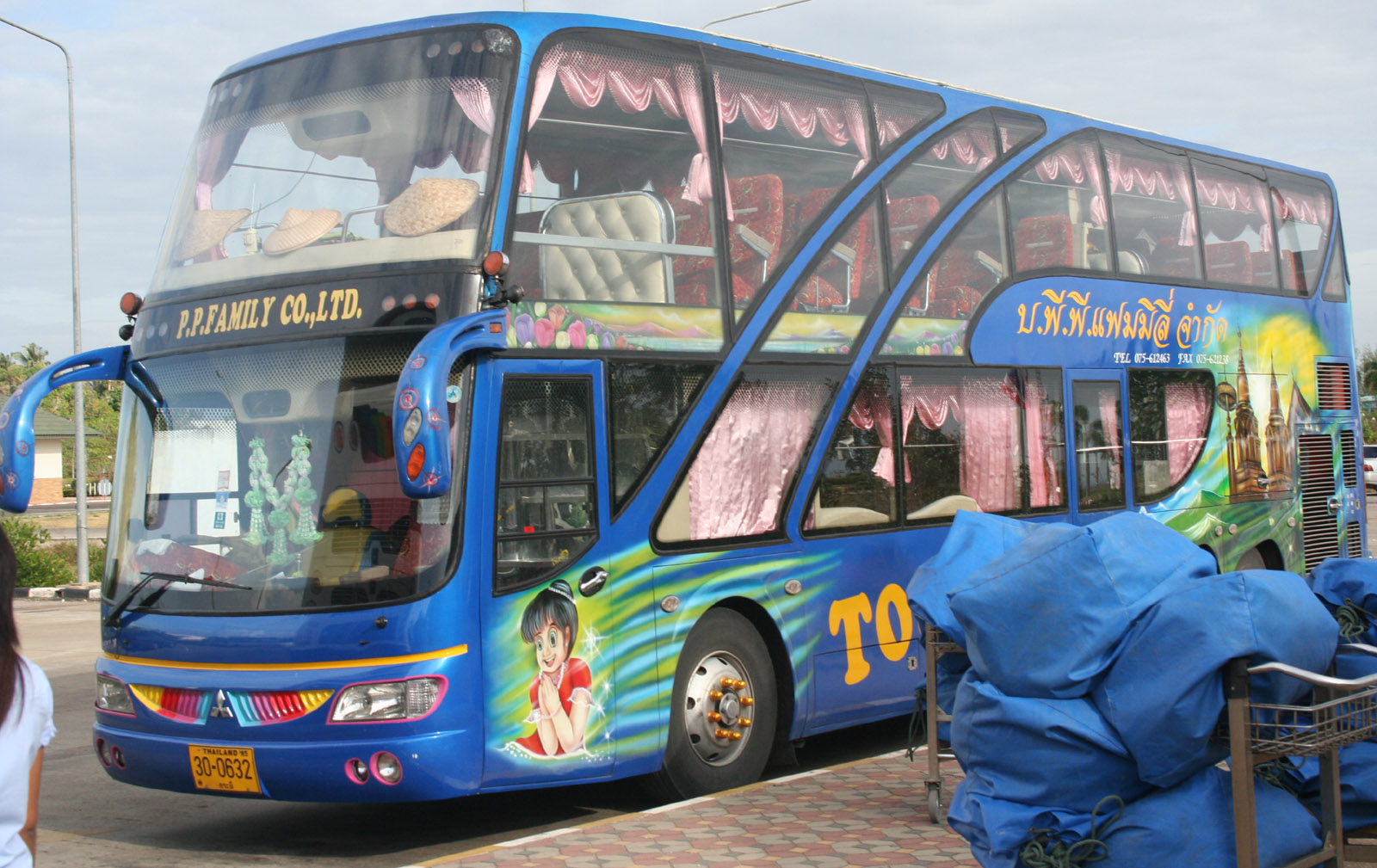
Nachtbus in Thailand. Hier ein auffällig bemaltes Fahrzeug einer Gesellschaft, die vorwiegend Touristen befördert

Nachtbusse sind öffentliche Verkehrsmittel, die in vielen Teilen der Welt im Liniendienst zur Überbrückung relativ großer Entfernungen auf dem Landweg eingesetzt werden. Die Fahrt beginnt gewöhnlich in den Abendstunden; das Ziel wird häufig am frühen Morgen, kurz vor Sonnenaufgang erreicht. Die dabei zurückgelegten Entfernungen hängen von der Qualität der Straßen und dem Verkehrsaufkommen ab, betragen jedoch in der Regel mehrere hundert Kilometer. Typische Fahrzeiten liegen bei 10 bis 12 Stunden. Bei längeren Nachtfahrten werden Teile der Fahrt bei Tageslicht zurückgelegt. Es gibt aber auch kürzere Nachtrouten mit Fahrzeiten von zirka 4 bis 5 Stunden; so beginnen Nachtfahrten zwischen Kuala Lumpur und der Insel Penang häufig erst gegen Mitternacht und enden bereits deutlich vor Tagesanbruch.
Fahrten können entweder an einem Busbahnhof bzw. Terminal beginnen, das in einigen Fällen deutlich außerhalb des Stadtzentrums liegt. Im Gegensatz dazu fahren in Thailand private Busgesellschaft, die vorrangig Touristen befördern, direkt ab und zum Touristenviertel Banglamphoo.

## Vorteile
Nachtbusse nutzen das geringere Verkehrsaufkommen in der Nacht, um Staus zu vermeiden und damit schneller und energiesparender reisen zu können. Sofern die Fahrgäste während der Fahrt schlafen können, wird die Fahrzeit als weniger lang wahrgenommen. Da die Nachtzeit zur Überbrückung einer relativ großen Entfernung verwendet wird, können Reisende die hellen Stunden des Tages vor und nach der Reise für andere Aktivitäten am Start und Ziel der Fahrt ausnutzen. Einheimische und preisbewusste Individualreisende schätzen auch die Kostenersparnis: Zum einen sind Nachtbusse in der Regel deutlich preiswerter als Flüge über die gleiche Distanz, zum anderen wird eine Hotel-Übernachtung eingespart. Sofern die Landschaft entlang der Strecke keine besonderen Sehenswürdigkeiten bietet, wird auch die Möglichkeit, „monotone“ Abschnitte der Reise im Schlaf zu „überspringen“ als angenehm empfunden.

## Nachteile
Nächtliche Fahrten durch landschaftlich reizvolle Strecken, etwa über Berge oder durch Siedlungen mit ansprechender Architektur nehmen dagegen dem Passagier einen Teil des Reiseerlebnisses. In einigen Regionen der Welt, wo etwa unzureichend ausgebaute Straßen durch bergiges Terrain führen, wird zum Teil aufgrund von Sicherheitsbedenken vor Nachtbusfahrten gewarnt. Wie sicher eine Nachtbusreise ist, wird außerdem durch den Wartungszustand der Fahrzeuge, Lenk- und Ruhezeiten für die Fahrer sowie dessen Fahrverhalten beeinflusst.
Auch in Regionen, wo Bandenkriminalität oder gar Aktivitäten von Aufständischen zu verzeichnen sind, wird durch Behörden, aber auch in Reiseführern dazu geraten, von Nachtfahrten abzusehen. Einige Reisende befürchten zudem, im Schlaf leichter Opfer von Kleinkriminalität, z. B. Taschendiebstahl zu werden. Allerdings lässt sich dieses Risiko durch eigene Vorsichtsmaßnahmen begrenzen.
Findet der Fahrgast aufgrund mangelnden Fahrkomforts oder persönlicher Sorgen, die sich auch auf echte oder vermeintliche Risiken der Fahrt beziehen können, keinen Schlaf, so wird die lange Fahrzeit und der Umstand, trotz Müdigkeit nicht schlafen zu können ggf. als unangenehm oder sogar quälend empfunden.

## Klassen
Der Komfort von Nachtbussen variiert, jedoch sind Sitze, die sich in eine bequemere Liegeposition bringen lassen, die Regel. Busse 2. Klasse unterbrechen die Fahrt häufig an mehreren Stationen entlang der Strecke, um zusätzliche Passagiere aufzunehmen, außerdem ist die Beinfreiheit eingeschränkt. Busse der 1. Klasse halten seltener, häufig nur einmalig an einer Raststelle, um den Passagieren Zeit zum Essen, Trinken und zur Toiletten-Benutzung zu geben. Außerdem erleichtert zusätzliche Beinfreiheit das Einschlafen. Besonders in Südost-Asien werden daneben sog. VIP-Busse eingesetzt, die Bestuhlung ist hier auf ca. 30 Sitze reduziert und der Sitzkomfort etwa mit einem Flug in der Business Class vergleichbar. Die Bezeichnung VIP garantiert jedoch nicht immer einen definierten Standard, so bezeichnen einige private Busgesellschaften in Thailand ihre Busse als VIP- oder sogar „Super-VIP“-Services, obwohl der tatsächliche Komfort mit einem staatlichen Bus der 1. bis 2. Klasse vergleichbar ist.
Besonders in China gibt es daneben die sog. Sleeper-Busse, die statt Sitzen (in der Regel doppelstöckige) Liegen anbieten. Gewöhnlich ist der Fahrkomfort hier etwa mit einem Schlaf- oder Liegewagen vergleichbar und ermöglicht den allermeisten Reisenden echten Schlaf. In Deutschland hingegen dürfen Fahrgäste nicht liegend in Bussen befördert werden (§ 35i StVZO).
Einige Linien, etwa die staatliche thailändische Busgesellschaft bieten ihren Fahrgästen je nach Klasse und Fahrstrecke kostenfreie Getränke, Snacks oder sogar warme Mahlzeiten an.

## Strecken
Zahlreiche Nachtbusverbindungen gibt es in China, Indien und Südostasien einschließlich der indonesischen Inseln Java und Sumatra. Auch in den relativ großen Mittelmeeranrainer-Staaten Türkei und Ägypten sind Nachtbusse häufig genutzte Verkehrsmittel. 
In Deutschland und den umgebenden Ländern waren Nachtbusse aufgrund des dicht ausgebauten Bahnnetzes und gesetzlicher Restriktionen für den Fernbus-Verkehr lange Zeit von untergeordneter Bedeutung. Im Zuge der Liberalisierung des Fernbus-Verkehrs ist in Deutschland aber inzwischen ein Netz an Nachtlinien im Entstehen, das Metropolen wie Berlin, München, Hamburg und Köln miteinander verbindet, darüber hinaus entstehen Nachtverbindungen nach Österreich und Italien. Von Prag aus existieren Nachtbus-Linien in zahlreiche europäische Länder, darunter Deutschland, Polen, Frankreich, Österreich und Italien.
In den USA und Kanada bietet Busse der Fa. Greyhound und einiger Wettbewerber Nachtverbindungen an.